# Tintern Abbey
Tintern Abbey (walesiska: Abaty Tyndyrn) är en fornlämning i Storbritannien.   Den ligger i grevskapet Monmouthshire och riksdelen Wales, i den södra delen av landet, 180 km väster om huvudstaden London. Tintern Abbey ligger 14 meter över havet.